# Alchemilla microdictya
Alchemilla microdictya är en rosväxtart som beskrevs av Sergei Vasilievich Juzepczuk. Alchemilla microdictya ingår i släktet daggkåpor, och familjen rosväxter. Inga underarter finns listade i Catalogue of Life.